# Brian Lima
Pas d'image ? Cliquez ici

a Compétitions nationales et continentales officielles uniquement.

b Matchs officiels uniquement.
Dernière mise à jour le 12 octobre 2015.
Brian Lima, né le 25 janvier 1972 à Apia (Samoa), est un joueur de rugby samoan, évoluant au poste d'ailier ou de trois-quarts centre pour l'équipe des Samoa.
Il est considéré comme le meilleur joueur de rugby samoan de tous les temps. Il a été intégré dans le Temple de la renommée IRB en 2011. Avec le Canadien Gareth Rees, ils sont les deux seuls joueurs de nations « mineures » à avoir eu cet honneur.
Véritable globe-trotter du rugby, il a notamment fait un brillant passage au Stade français Paris.
C'était un joueur spectaculaire et efficace, surnommé « le chiropracteur » pour la puissance de ses plaquages. Certains sont devenus mondialement célèbres comme celui sur l'ouvreur sud-africain Derick Hougaard lors d'un match de poule de la Coupe du monde de rugby 2003 ou encore sur Jaco Pretorius, autre ouvreur sud-africain quatre ans plus tard à la Coupe du monde 2007.
C'est néanmoins un de ses plaquages, sur l'Anglais Jonny Wilkinson, qui lui vaudra une fin de carrière un peu anticipée avec une suspension de trois semaines lors de la Coupe du monde de rugby 2007, sa toute première citation en 17 ans de carrière internationale.
Il cumule plusieurs records en Coupe du monde :
- Plus jeune joueur à avoir joué un match de Coupe du monde à 19 ans et 255 jours en 1991
- Seul joueur à avoir marqué des essais dans quatre Coupes du monde (1991-1995-1999-2003)
- Premier joueur à avoir disputé cinq Coupes du monde (1991-1995-1999-2003-2007). Rejoint en 2015 par l'Italien Mauro Bergamasco.

## Carrière

### En club
- 1990-1996 : Marist St Joseph ( Samoa)
- 1996-1998 : Blues ( Nouvelle-Zélande)
- 1998-1999 : Highlanders ( Nouvelle-Zélande)
- 1999-2001 : Stade français Paris ( France)
- 2001-2002 : Swansea RFC ( Pays de Galles)
- 2004 : Secom Rugguts (en) ( Japon)
- mars à mai 2005 : Munster ( Irlande)
- 2005-2007 : Bristol Rugby ( Angleterre)

### En équipe nationale
Brian Lima a connu 64 sélections en équipe des Samoa entre 1991 et 2007 plus 2 sélections avec les Pacific Islanders en 2004 soit un total de 66 sélections internationales.
Il a connu sa première titularisation le 6 octobre 1991 contre l'équipe d'Uruguay et sa dernière face à l'Angleterre le 22 septembre 2007 lors de la Coupe du monde de rugby 2007.

## Palmarès

### En équipe nationale
- 64 sélections en équipe des Samoa
- 29 essais (dont 3 pendant la Coupe du monde de rugby 2003, 3 pendant la Coupe du monde de rugby 1999, 2 pendant la Coupe du monde de rugby 1995, 2 pendant la Coupe du monde de rugby 1991)
- 140 points
- Sélections par saison : 6 en 1991, 2 en 1992,  1 en 1993, 4 en 1994, 9 en 1995, 3 en 1996, 1 en 1997, 3 en 1998, 8 en 1999, 3 en 2000, 5 en 2001, 2 en 2002, 6 en 2003, 3 en 2004, 2 en 2005, 2 en 2006, 4 en 2007
- Participation à la Coupe du monde de rugby : 1991, 1995, 1999, 2003, 2007. Quart de finaliste  en 1991 et 1995, barragiste en 1999.

### En sélection internationale
- 2 sélections en 2004 pour les Pacific Islanders
- Autre : 1 sélection en 2005 pour l'équipe de l'hémisphère Sud dans le match de charité contre l'hémisphère Nord en faveur des victimes du tsunami de 2004.

### En club
- Champion du Super 12 en 1997 avec les Auckland Blues
- Finaliste du Super 12 en 1999 avec les Otago Highlanders
- Champion de France en 2000 avec Stade français Paris
- Champion du pays de Galles en 2002 avec Swansea RFC
- Vice-Champion de la Ligue Celtique en 2005 avec le Munster
- Demi-finaliste du championnat d'Angleterre en 2007 avec Bristol